# Ernest Jomini
Ernest Jomini (* 1921; † 14. August 2016) war ein Schweizer Lokalpatriot und Heimatkundler.

## Leben
Jomini war Pfarrersohn, Bruder zweier Pfarrer und wirkte bis zu seinem Konfessionswechsel als reformierter Pfarrer in den Pfarreien Lignerolle, du Sentier et de Pomy VD. Er wurde Mitglied der Ligue vaudoise und setzte sich für deren Interessen ein, so zum Beispiel gegen die Fusion der Kantone Waadt und Genf sowie für die Unabhängigkeit des Kantons Jura. Als er um die 40 Jahre alt war, trat er der römisch-katholischen Kirche bei. Dies führte zu Spannungen mit Marcel Regamey, dem Präsidenten der Ligue, der für Ökumene und gegen individuellen Konfessionswechsel war. Trotzdem blieb Jomini der Ligue sein Leben lang treu.
Jomini heiratete und bekam Kinder, wodurch er seinen Pfarrerberuf aufgab. Er wurde Verantwortlicher des Altersheims Notre-Dame de Tours in Cousset und später Sprach- und Geschichtslehrer am Collège von Estavayer. Jomini war zudem Präsident von SRT Vaud und Ombudsmann der Radio Télévision Suisse Romande. Im Ruhestand war er Stadtführer in Lausanne; daraus entstanden ist eine 2012 und 2013 von ihm veröffentlichte Textreihe. Seine letzten Lebenswochen verbrachte er im Altersheim in Le Mont-sur-Lausanne.